# Fontenailles (Seine-et-Marne)
Pour les articles homonymes, voir Fontenailles.
Fontenailles est une commune française située dans le département de Seine-et-Marne en région Île-de-France.

## Géographie

### Localisation
Fontenailles est situé à 4,5 km à l'ouest de Nangis.

### Communes limitrophes
| Saint-Ouen-en-Brie   | Grandpuits-Bailly-Carrois |                     |
| La Chapelle-Gauthier | Fontenailles              | Nangis              |
| Les Écrennes         | Échouboulains             | La Chapelle-Rablais |

### Géologie et relief
L'altitude varie de 92 mètres à 130 mètres pour le point le plus haut , le centre du bourg se situant à environ 107 mètres d'altitude (mairie). La commune est classée en zone de sismicité 1, correspondant à une sismicité très faible.

### Hydrographie

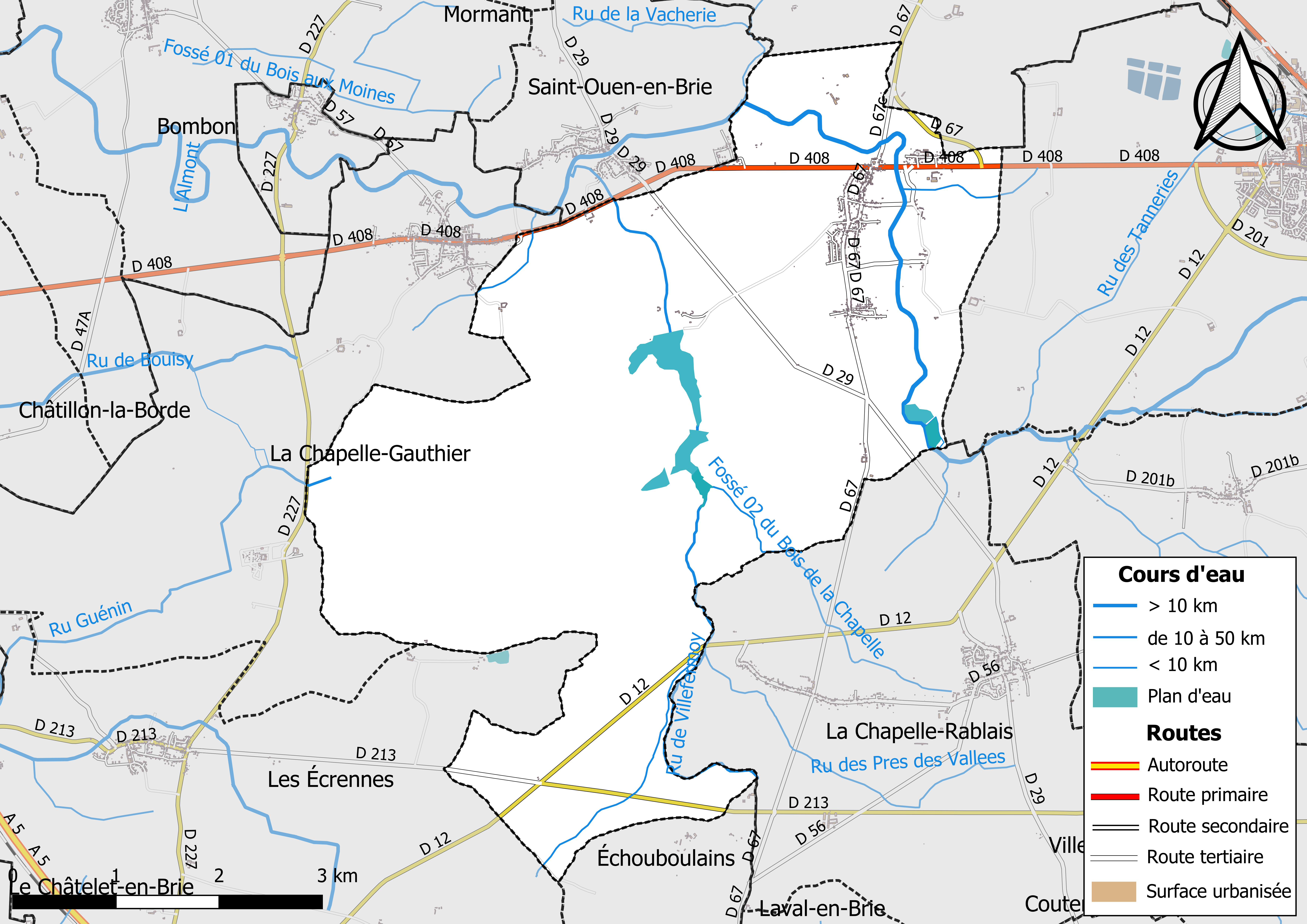
Carte des réseaux hydrographique et routier de Fontenailles.

Le réseau hydrographique de la commune se compose de neuf cours d'eau référencés :
- la rivière l’Almont (ou ru d'Ancœur ou ru de Courtenain), longue de 42,15 km[3], affluent de la Seine en rive droite, ainsi que :
  - un bras[Note 1] de 0,53 km[4] ;
  - le ru d'Ancoeur, 7,44 km[5], et ;
  - le fossé 01 de Bézard, 1,48 km[6], et ;
  - le fossé 01 de la Commune de la Chapelle-Gauthier, 1,89 km[7], et ;
  - le ru de Villefermoy, long de 8,19 km[8], affluents de l'Almont ;
    - le fossé 02 du Bois de la Chapelle, 3,61 km[9], et ;
    - le fossé 01 de la Forêt Domaniale de Villefermoy, 2,95 km[10], qui confluent avec le ru de Villefermoy ;
- le ru Guénin[Note 1], 5,39 km[11], qui conflue avec le ru du Chatelet.

La longueur totale des cours d'eau sur la commune est de 18 km.

### Climat
Pour des articles plus généraux, voir Climat de l'Île-de-France et Climat de Seine-et-Marne.
En 2010, le climat de la commune est de type climat océanique dégradé des plaines du Centre et du Nord, selon une étude du CNRS s'appuyant sur une série de données couvrant la période 1971-2000. En 2020, Météo-France publie une typologie des climats de la France métropolitaine dans laquelle la commune est exposée à un climat océanique altéré et est dans la région climatique Nord-est du bassin Parisien, caractérisée par un ensoleillement médiocre, une pluviométrie moyenne régulièrement répartie au cours de l’année et un hiver froid (3 °C).
Pour la période 1971-2000, la température annuelle moyenne est de 11,1 °C, avec une amplitude thermique annuelle de 15,6 °C. Le cumul annuel moyen de précipitations est de 731 mm, avec 11,7 jours de précipitations en janvier et 7,8 jours en juillet. Pour la période 1991-2020, la température moyenne annuelle observée sur la station météorologique la plus proche, située sur la commune de Grandpuits-Bailly-Carrois à 4 km à vol d'oiseau, est de 11,3 °C et le cumul annuel moyen de précipitations est de 704,0 mm,. Pour l'avenir, les paramètres climatiques de la commune estimés pour 2050 selon différents scénarios d'émission de gaz à effet de serre sont consultables sur un site dédié publié par Météo-France en novembre 2022.
| Mois                                  | jan.           | fév.           | mars          | avril         | mai             | juin          | jui.          | août           | sep.          | oct.            | nov.            | déc.             | année      |
| ------------------------------------- | -------------- | -------------- | ------------- | ------------- | --------------- | ------------- | ------------- | -------------- | ------------- | --------------- | --------------- | ---------------- | ---------- |
| Température minimale moyenne (°C)     | 1,3            | 1,4            | 3             | 5             | 8,5             | 11,4          | 13,2          | 13             | 10,1          | 7,8             | 4,3             | 2,1              | 6,8        |
| Température moyenne (°C)              | 3,9            | 4,6            | 7,5           | 10,3          | 13,9            | 17,1          | 19,3          | 19,1           | 15,5          | 11,9            | 7,3             | 4,6              | 11,3       |
| Température maximale moyenne (°C)     | 6,5            | 7,9            | 11,9          | 15,5          | 19,4            | 22,8          | 25,3          | 25,2           | 21            | 16              | 10,3            | 7,1              | 15,7       |
| Record de froid (°C) date du record   | −18,8 08.01.10 | −13 22.02.1996 | −9,1 01.03.05 | −5,8 08.04.03 | −1,3 05.05.1996 | 1,5 01.06.06  | 5,7 31.07.15  | 3,3 28.08.1998 | 1,9 25.09.02  | −5,5 30.10.1997 | −9,8 24.11.1998 | −12,5 31.12.1996 | −18,8 2010 |
| Record de chaleur (°C) date du record | 16 05.01.1999  | 18,7 24.02.21  | 24,5 31.03.21 | 28 20.04.18   | 31,5 28.05.17   | 36,4 27.06.11 | 40,5 25.07.19 | 39,6 07.08.03  | 33,7 08.09.23 | 27,8 01.10.11   | 21,5 07.11.15   | 17,2 07.12.00    | 40,5 2019  |
| Précipitations (mm)                   | 56,9           | 53,3           | 51            | 54,5          | 65,1            | 53,7          | 54,7          | 57,7           | 56,2          | 66,2            | 62,6            | 72,1             | 704        |

### Milieux naturels et biodiversité

#### Réseau Natura 2000

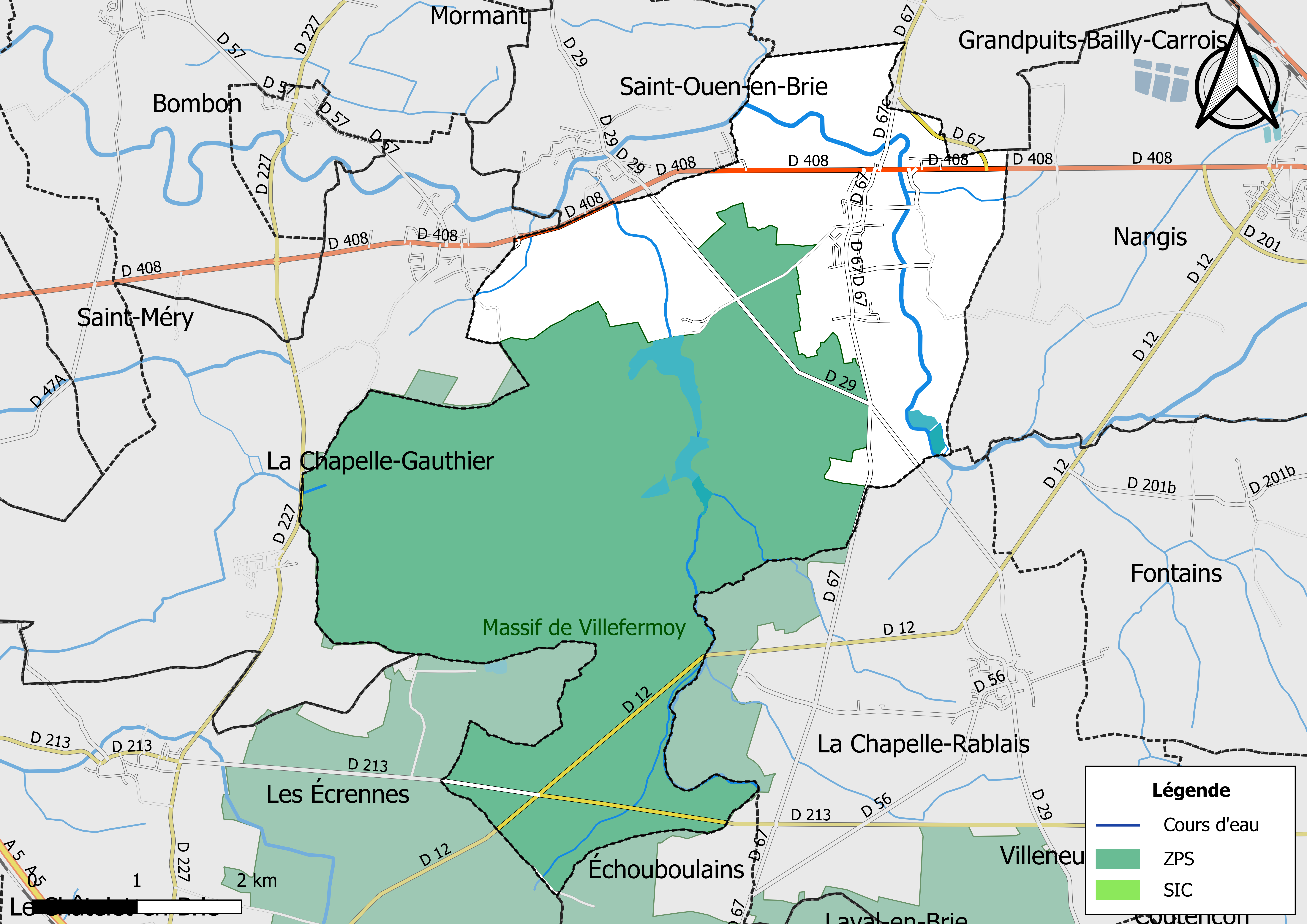
Sites Natura 2000 sur le territoire communal.

Le réseau Natura 2000 est un réseau écologique européen de sites naturels d’intérêt écologique élaboré à partir des Directives « Habitats » et « Oiseaux ». Ce réseau est constitué de Zones spéciales de conservation (ZSC) et de Zones de protection spéciale (ZPS). Dans les zones de ce réseau, les États Membres s'engagent à maintenir dans un état de conservation favorable les types d'habitats et d'espèces concernés, par le biais de mesures réglementaires, administratives ou contractuelles.
Un  site Natura 2000 a été défini sur la commune au titre de la « directive Oiseaux », :  
- le « Massif de Villefermoy », d'une superficie de 4 790 ha, un site où entre 1976 et 1997, un minimum de 122 espèces d’oiseaux ont été répertoriées sur l’ensemble du massif forestier de Villefermoy, dont 93 qui ont niché au moins une fois durant la période 1990-1997, ce qui représente environ 60 % du peuplement avien régional[21],[22].

#### Zones naturelles d'intérêt écologique, faunistique et floristique
L’inventaire des zones naturelles d'intérêt écologique, faunistique et floristique (ZNIEFF) a pour objectif de réaliser une couverture des zones les plus intéressantes sur le plan écologique, essentiellement dans la perspective d’améliorer la connaissance du patrimoine naturel national et de fournir aux différents décideurs un outil d’aide à la prise en compte de l’environnement dans l’aménagement du territoire.
Le territoire communal de Fontenailles comprend une ZNIEFF de type 1,,, 
l'« Étang de Villefermoy » (57,51 ha)
, et une ZNIEFF de type 2,, 
le « Massif de Villefermoy » (7 033,23 ha), couvrant 12 communes du département.

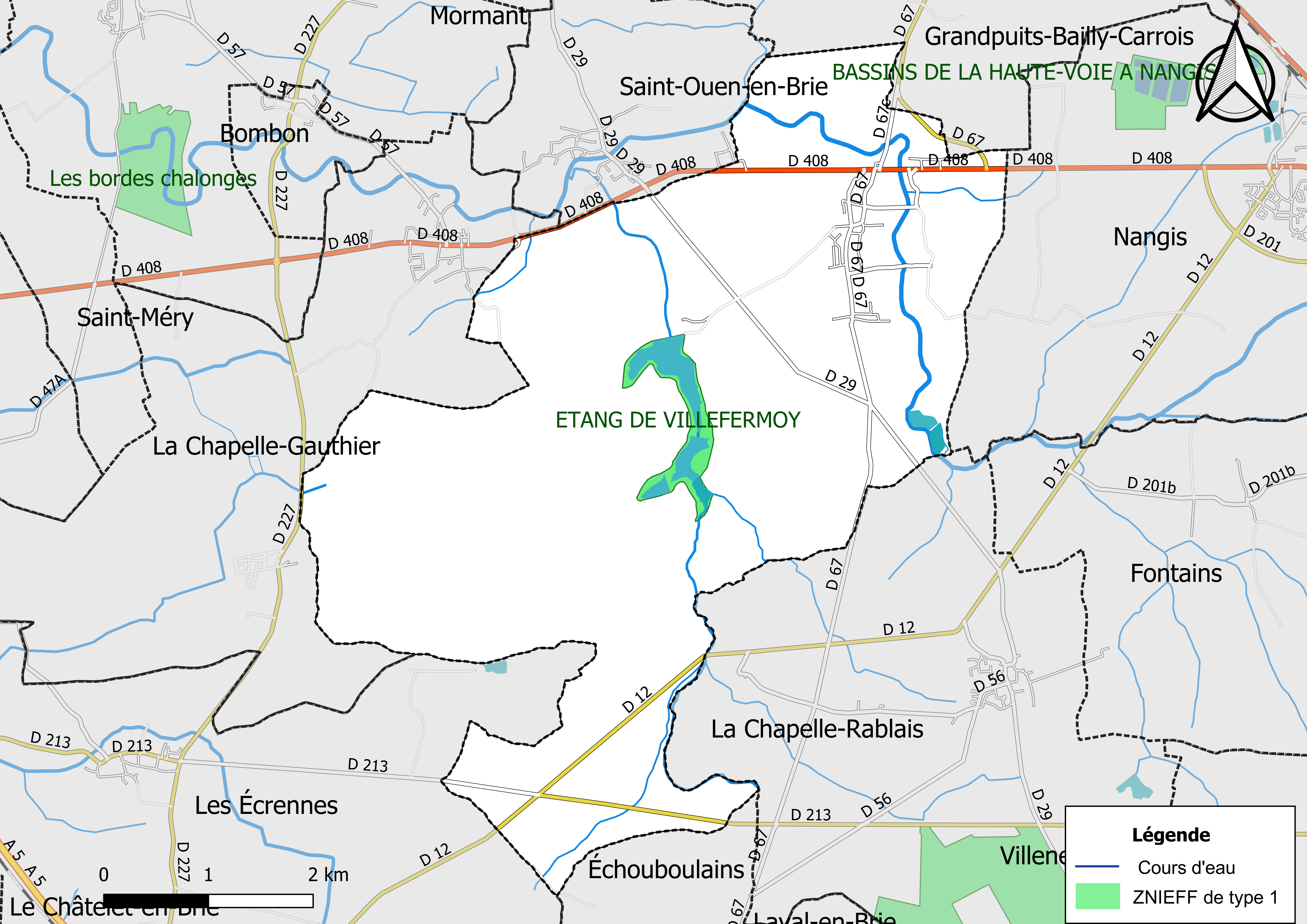
Carte des ZNIEFF de type 1 de la commune.
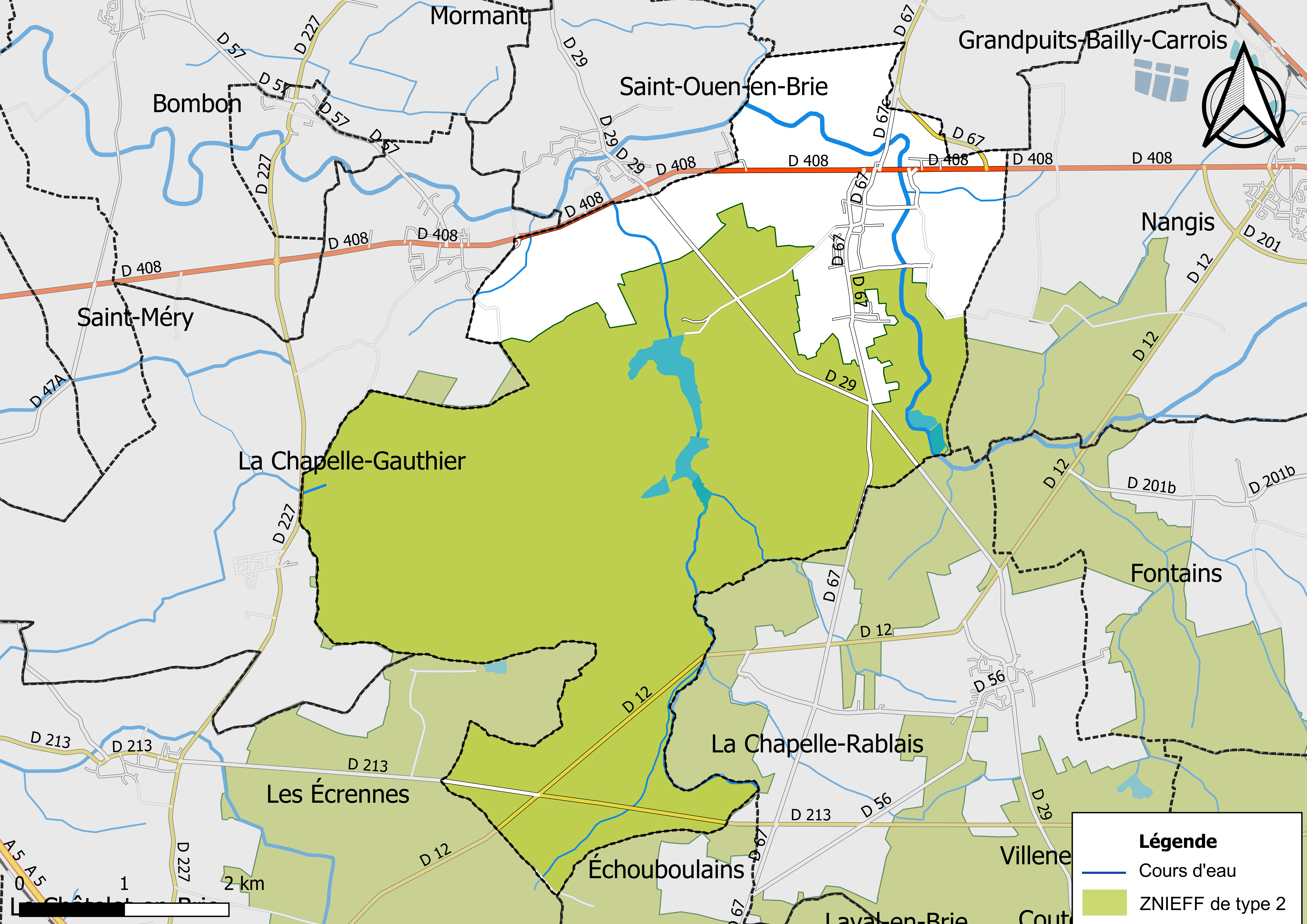
Carte des ZNIEFF de type 2 de la commune.

## Urbanisme

### Typologie
Au 1er janvier 2024, Fontenailles est catégorisée bourg rural, selon la nouvelle grille communale de densité à sept niveaux définie par l'Insee en 2022.
Elle est située hors unité urbaine. Par ailleurs la commune fait partie de l'aire d'attraction de Paris, dont elle est une commune de la couronne,. Cette aire regroupe 1 929 communes,.

### Lieux-dits, écarts et quartiers
La commune compte 111 voies dont  81 lieux-dits administratifs répertoriés.
On compte notamment : Bois-Bourdron - La Dumerie - Le Farrier - Grignon - Bouleaux - Heuretebise - Villefermoy- Richebourg - Champbrulé - Maison-Rouge - La Charmée - Glatigny - Le Petit Jars - Le Plessier - Bézard - Le Château du Prés - Chantefolie - Champguidouin - Bellevue - Clairbois - Granvilleirs - Le Gripon - Les Huit-Routes - L'Orme

### Logement
En 2014, le nombre total de logements dans la commune était de 439 (dont 96,1 % de maisons et 3,5 % d’appartements).
Parmi ces logements, 87,7 % étaient des résidences principales, 4,2 % des résidences secondaires et 8,1 % des logements vacants.
La part des ménages propriétaires de leur résidence principale s’élevait à 89,2 % contre 6,9 % de locataires.

### Occupation des sols
L'occupation des sols de la commune, telle qu'elle ressort de la base de données européenne d’occupation biophysique des sols Corine Land Cover (CLC), est marquée par l'importance des forêts et milieux semi-naturels (77 % en 2018), une proportion sensiblement équivalente à celle de 1990 (76,8 %). La répartition détaillée en 2018 est la suivante : 
forêts (75,7% ), terres arables (15,1% ), espaces verts artificialisés, non agricoles (2,5% ), zones urbanisées (1,9% ), prairies (1,8% ), eaux continentales (1,6% ), milieux à végétation arbustive et/ou herbacée (1,3 %).
Parallèlement, L'Institut Paris Région, agence d'urbanisme de la région Île-de-France, a mis en place un inventaire numérique de l'occupation du sol de l'Île-de-France, dénommé le MOS (Mode d'occupation du sol), actualisé régulièrement depuis sa première édition en 1982. Réalisé à partir de photos aériennes, le Mos distingue les espaces naturels, agricoles et forestiers mais aussi les espaces urbains (habitat, infrastructures, équipements, activités économiques, etc.) selon une classification pouvant aller jusqu'à 81 postes, différente de celle de Corine Land Cover,,. L'Institut met également à disposition des outils permettant de visualiser par photo aérienne l'évolution de l'occupation des sols de la commune entre 1949 et 2018.

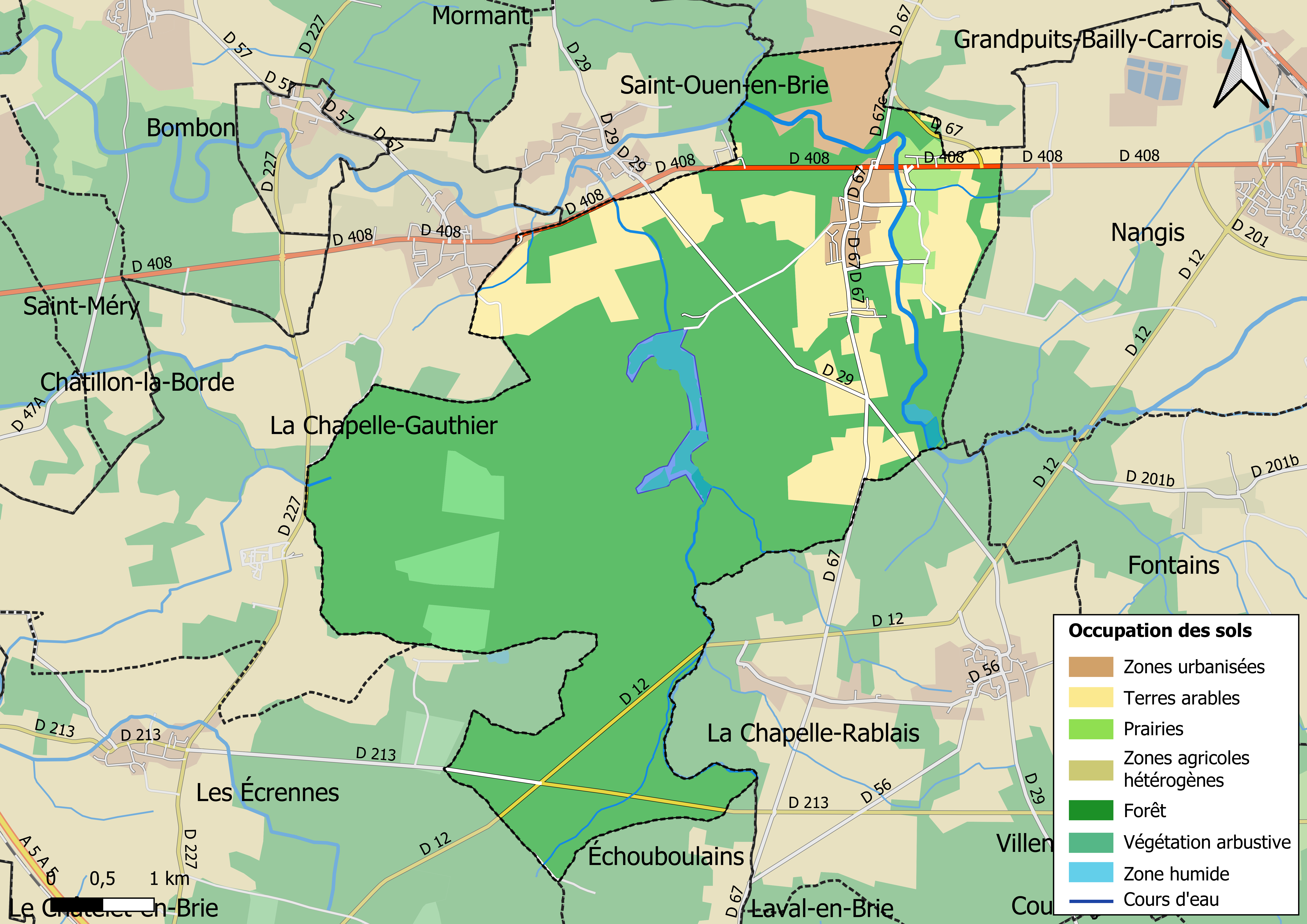
Carte des infrastructures et de l'occupation des sols en 2018 (CLC) de la commune.
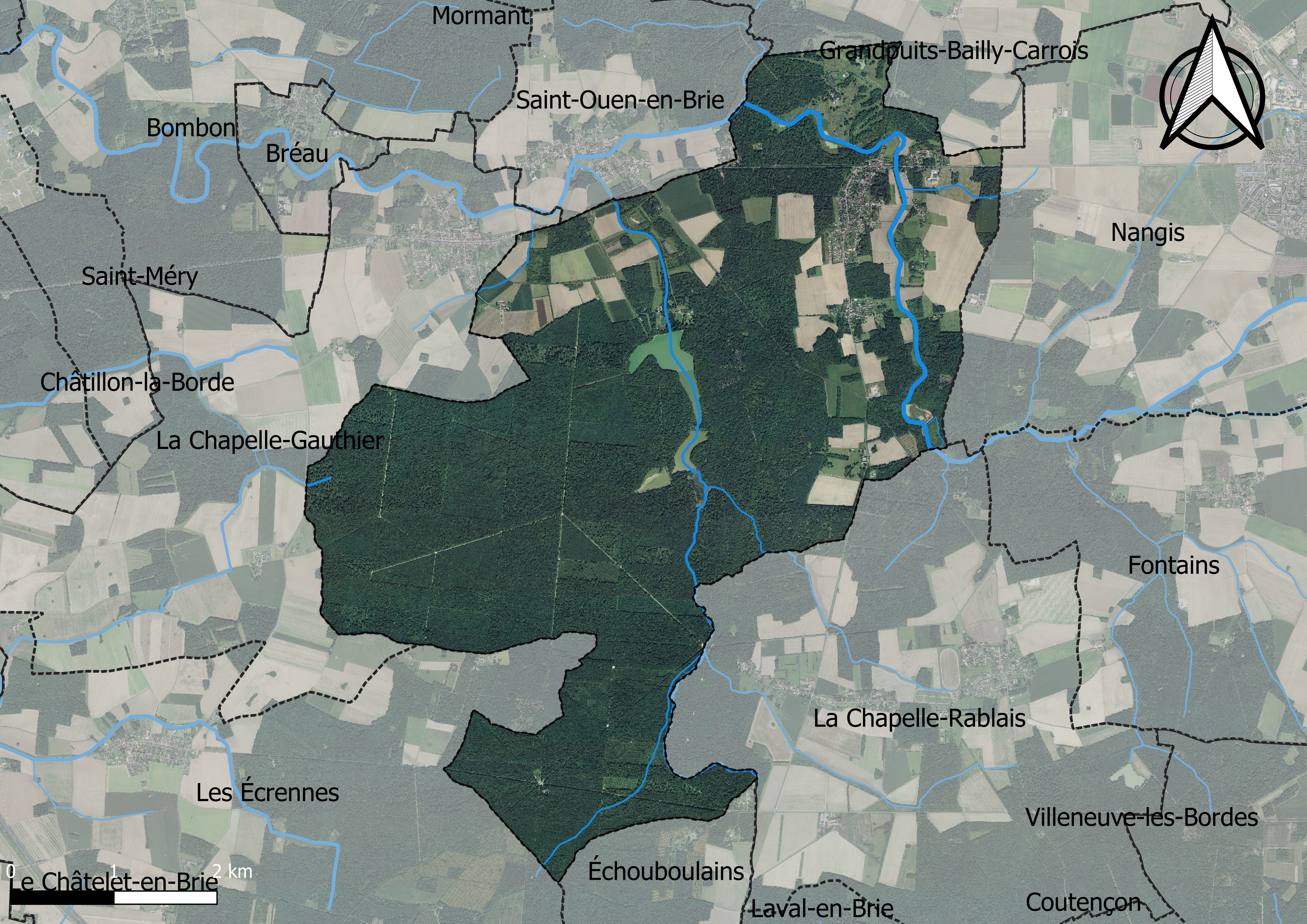
Carte orhophotogrammétrique de la commune.

### Planification
La commune disposait en 2019 d'un plan local d'urbanisme en révision. Le zonage réglementaire et le règlement associé peuvent être consultés sur le Géoportail de l'urbanisme.

### Voies de communication et transports
On accède à la commune par :
- la D 408, de Nangis à l’est à 4,5 km et La Chapelle-Gauthier à l’ouest  à 4,2 km ;
- la D 67, de Grandpuits-Bailly-Carrois au nord à 3,6 km et Échouboulains au sud  à 11 km.

La commune est desservie par la ligne d’autocars 47 (Melun - Provins) ) du réseau de bus Provinois - Brie et Seine.
La gare SNCF la plus proche est  la Gare de Nangis, desservie par les trains de la ligne P du Transilien, située à 4,8 kilomètres, (6 minutes).
Une ligne de transport à la demande reliant la commune à la gare de Nangis est organisée par l'intercommunalité.

## Toponymie
Le nom de la localité est mentionné sous les formes O. de Fontenoilles en 1201 ; Les Fontenelles vers 1222 (Livre des vassaux) ; Fontanailles au XIIIe siècle ; Fontenelles vers 1350 (Pouillé).
Le nom Fontenailles, apparu au XIIIe siècle, vient de du latin fontis, fontaine, le pluriel indiquant le caractère très humide de la commune.

## Histoire
Au XIIe siècle, les terres et les bois de la forêt de Villefermoy appartiennent aux moines de l'Abbaye de Barbeau dont la fondation remonte à l'an 1147. Un monastère de cet ordre, érigé dans ce domaine, y cultive des vignes dites Vignes aux Bonshommes, encore existantes au XIXe siècle où l'on fêtait le 22 janvier (jour de la Saint Vincent) la fête corporative des vignerons. Il existe encore à l'heure actuelle la tour et le château d'eau qui servait à alimenter le Château de Bois-Boudran.
L'Église Saint-Fiacre, patron des jardiniers, est édifiée au XIIIe siècle. Elle est reconstruite en 1861 avec préservation du clocher d'origine. Ces travaux sont financés par le Comte Louis-Charles Greffulhe.
La première partie du Château de Bois-Boudran est construite au XVIIe siècle avec un corps de logis de style classique.
Certains documents attestent de la présence en 1630 de manœuvriers, laboureurs et vignerons, maréchaux-ferrants, tailleurs et  tuiliers, charrons et bergers. Puis apparaissent progressivement des maçons et des menuisiers, un boucher, un mercier (un chirurgien plus tard en 1719).
En 1690 apparaît la ferme La Dumainerie ainsi que celle de Maison Rouge (qui sera détruite en 1892).
Au XVIIIe siècle, la superficie des bois et forêts représente 1 971 hectares, soit 71 % du territoire de la commune. La Forêt de Villefermoy, encore à l'heure actuelle, fait de Fontenailles l'une des plus grandes communes de Seine-et-Marne.
En 1721 est construit le château de Champs-Brûlé. Le baron Hottinguer en deviendra plus tard le propriétaire ainsi que de la ferme attenante.
En 1770 est notée la présence de la ferme dite Le Jarrier détruite à la fin du XIXe siècle (les fermes de Grignon, La Pointe, Champ-Gedoin, Heurtebise appartiennent alors encore aux moines de l'Abbaye de Barbeau).
En 1773 le sculpteur Jean-Baptiste Giraud rachète Les Bouleaux, propriété de Jacques de Molin, écuyer du roi.
En 1860 apparaît la fonction de garde champêtre assermenté, sanctionnant les infractions rurales et de chasses, tout en assurant le service d'éclairage (cette fonction disparaîtra un siècle plus tard en 1969).
En 1873, le comte Louis-Charles Greffulhe devient le nouveau propriétaire du domaine de Villefermoy qui, outre le château de Bois-Bouddran, comporte encore une ferme, une chapelle, étangs et forêts.
En 1888 existe un corps de pompiers qui sera rattaché en 1933 à celui de Nangis pour des raisons d"économies. En 1891 est installé un bureau de poste télégraphique.
En 1892, à la suite d'un remembrement, le comte Louis-Charles Greffulhe détruit les fermes de Villefermoy, Bois-Boudran, Maison-Rouge, Le Jarrier et La Pointe.
Au XXe siècle, le domaine de Villefermoy devient un lieu de cure, ses eaux étant réputées pour leur pureté. Le hameau de La Charmée disparaît. Les pierres des sept maisons habitées par des manœuvriers et des bûcherons servent à la construction de bâtiments à Glatigny.
En 1905, le roi de Portugal Charles Ier vient chasser au château de Bois-Boudran par train spécial jusque Grandpuits  (le 30 novembre 1905), invité par le comte Greffulhe en compagnie du comte d'Arnoso, du comte Guy de la Rochefoucauld, du comte Robert de Montesquiou, le vicomte de Paris et le vicomte d'Harcourt, le comte Costa de Beauregard et le comte Charles de Caraman, le marquis de Mun, la princesse Murat et la princesse de Foix.
En 1908, un service régulier de voitures publiques est créé, reliant Fontenailles à Nangis. En 1911, l'école privée est remplacée par l'école publique installée dans l'ancienne mairie.
En 1913, le roi d'Espagne Alphonse XIII vient chasser au château de Bois-Boudran, en compagnie du marquis Marie-Joseph Charles des Acres de L'Aigle, la duchesse de Noailles, la duchesse de Luynes, la grande duchesse Wladimir, le grand duc Nicolas, le baron Hottinguer, le duc de La Force, le marquis du Lau, le comte Charles-Albert Costa de Beauregard, le vicomte de Galard, le duc de Doudeauville.
En 1944, Maurice Wanlin, chef du commando de Fontenailles appartenant au réseau Denis-Aristide Buckmaster, transporte le 20 août 1944 de l'armement destiné à des commandos de résistants positionnés au hameau de La Charmée. Il est arrêté par l'armée allemande au hameau de Glatigny, puis assassiné le 22 août 1944. La grande rue de Fontenailles a été rebaptisée rue Maurice-Wanlin.
En 1990, le réfectoire de l'ancien domaine de Villefermoy est rénové par le baron Hottinguer, ainsi que la chapelle Sainte-Anne qui fait encore l'objet de pèlerinage.
Le Tour de France 2004 traverse le village lors de la dernière étape de Montereau-Fault-Yonne vers l'Avenue des Champs-Élysées de Paris le dimanche 25 juillet 2004.

## Politique et administration

### Rattachements administratifs et électoraux
Fontenailles se trouve dans le département de Seine-et-Marne. Rattachée depuis la Révolution française à l'arrondissement de Melun, elle intègre le 1er janvier 2017 l'arrondissement de Provins afin de faire coïncider les limites d'arrondissement et celles des intercommunalités.
Pour l'élection des députés, elle fait partie depuis 2012 de la troisième circonscription de Seine-et-Marne.
Elle faisait partie depuis 1793 du canton de Mormant. Dans le cadre du redécoupage cantonal de 2014 en France, la commune intègre le canton de Nangis.

### Intercommunalité
La commune a rejoint en 2009 la communauté de communes de la Brie nangissienne.

### Tendances politiques et résultats
- Élection présidentielle de 2017[52]: 34,24 % pour Emmanuel Macron (REM), 35,72 % pour Marine Le Pen (FN), 79,48 % de participation.
- Municipales de 2020 : La liste menée par Ghislaine Harscoet, maire sortante, remporte l'élection dès le premier tour marqué par une participation de 61,89 %, avec 393 voix (76,45 % - 14 sièges) contre celle men&ée par Martine Dejeu, avec 121 voix (23,54 % - 1 siège)[53].

### Liste des maires
| Période                                  | Période                      | Identité                       | Étiquette | Qualité                                                                              |
| ---------------------------------------- | ---------------------------- | ------------------------------ | --------- | ------------------------------------------------------------------------------------ |
| Les données manquantes sont à compléter. |                              |                                |           |                                                                                      |
| 1804                                     | 1807                         | Tisserand                      |           |                                                                                      |
| 1808                                     | 1811                         | G. de Reigner                  |           |                                                                                      |
| 1814                                     | 1818                         | Lemaire                        |           |                                                                                      |
| 1819                                     | 1820                         | Jean-Henry-Louis Greffulhe     |           | Comte, banquier Propriétaire du château de Bois-Boudran pair de France (1819 → 1820) |
| 1822                                     | 1830                         | M. Maugis                      |           |                                                                                      |
| 1831                                     | 1836                         | Louis Jean Baptiste Maugis     |           | maréchal-ferrant                                                                     |
| 1836                                     |                              | M. Maugis                      |           |                                                                                      |
| 1837                                     | 1846                         | Maximilien Joseph Chevillon    |           |                                                                                      |
| 1846                                     | 1848                         | Durand Etienne Chevillon       |           | Propriétaire                                                                         |
| 1848                                     | 1870                         | Maximilien Joseph Chevillon    |           |                                                                                      |
| 1870                                     | 1871                         | Louis-Charles Greffulhe        |           | Comte, propriétaire du domaine de Bois-Boudran Fils de Jean-Henry-Louis Greffulhe    |
| 1871                                     | 1874                         | François Marquet               |           | Rentier                                                                              |
| 1874                                     | 1876                         | Victor Gauchard                |           | Cultivateur                                                                          |
| 1876                                     | 1881                         | Valentin Vignal                |           | Cultivateur                                                                          |
| 1881                                     | 1888                         | Louis Valentin Vignal          |           | Propriétaire                                                                         |
| 1888                                     | 1892                         | Charles Bernardeau             |           | Rentier                                                                              |
| 1892                                     | 1904                         | Jean Baptiste Alexandre Moreau |           | Cultivateur                                                                          |
| 1904                                     | 1932                         | Sidor Eugène Gascouin          |           | Épicier                                                                              |
| 1932                                     | 1937                         | Achille Bourguinot             |           |                                                                                      |
| 1937                                     |                              | Henri Defraire                 |           |                                                                                      |
| 1947                                     | 1959                         | Achille Bourguinot             |           |                                                                                      |
| 1959                                     | 1975                         | Raymond Leclerc                |           |                                                                                      |
| 1975                                     | 1989                         | Claude Wanlin                  | PCF       | Dessinateur                                                                          |
| 1989                                     | 1995                         | Maurice Rigaud                 |           |                                                                                      |
| 1995                                     | 2005                         | René Fioretti                  |           |                                                                                      |
| 2005                                     | 2008                         | Alain Cayard                   |           | Gérant d'une société immobilière                                                     |
| 2008                                     | 2014                         | Martine Dejeu                  | SE        | Expert comptable                                                                     |
| 2014                                     | En cours (au 5 février 2020) | Ghislaine Harscoët             | SE        | Retraitée de l'éducation nationale                                                   |

### Démocratie participative
La commune s'est dotée d'un Conseil municipal des jeunes

## Équipements et services

### Eau et assainissement
L’organisation de la distribution de l’eau potable, de la collecte et du traitement des eaux usées et pluviales relève des communes. La loi NOTRe de 2015 a accru le rôle des EPCI à fiscalité propre en leur transférant cette compétence. Ce transfert devait en principe être effectif au 1er janvier 2020, mais la loi Ferrand-Fesneau du 3 août 2018 a introduit la possibilité d’un report de ce transfert au 1er janvier 2026,.

#### Assainissement des eaux usées
En 2020, la commune de Fontenailles gère le service d’assainissement collectif (collecte, transport et dépollution) en régie directe, c’est-à-dire avec ses propres personnels.
L’assainissement non collectif (ANC) désigne les installations individuelles de traitement des eaux domestiques qui ne sont pas desservies par un réseau public de collecte des eaux usées et qui doivent en conséquence traiter elles-mêmes leurs eaux usées avant de les rejeter dans le milieu naturel. La communauté de communes Brie Nangissienne (CCBN) assure pour le compte de la commune le service public d'assainissement non collectif (SPANC), qui a pour mission de vérifier la bonne exécution des travaux de réalisation et de réhabilitation, ainsi que le bon fonctionnement et l’entretien des installations. Cette prestation est déléguée à l'entreprise Veolia, dont le contrat arrive à échéance le 31 décembre 2021,.

#### Eau potable
En 2020, l'alimentation en eau potable est assurée par le SIAEP de Grandpuits-Bailly-Carrois, Fontenailles, Saint-Ouen-en-Brie, Clos-fontaine qui en a délégué la gestion à l'entreprise Veolia, dont le contrat expire le 30 juin 2032,,.

## Population et société

### Démographie
L'évolution du nombre d'habitants est connue à travers les recensements de la population effectués dans la commune depuis 1793. Pour les communes de moins de 10 000 habitants, une enquête de recensement portant sur toute la population est réalisée tous les cinq ans, les populations de référence des années intermédiaires étant quant à elles estimées par interpolation ou extrapolation. Pour la commune, le premier recensement exhaustif entrant dans le cadre du nouveau dispositif a été réalisé en 2007.

En 2022, la commune comptait 1 090 habitants, en évolution de +1,87 % par rapport à 2016 (Seine-et-Marne : +3,92 %, France hors Mayotte : +2,11 %).
| 1793 | 1800 | 1806 | 1821 | 1831 | 1836 | 1841 | 1846 | 1851 |
| ---- | ---- | ---- | ---- | ---- | ---- | ---- | ---- | ---- |
| 450  | 570  | 534  | 569  | 615  | 628  | 665  | 653  | 628  |

| 1856 | 1861 | 1866 | 1872 | 1876 | 1881 | 1886 | 1891 | 1896 |
| ---- | ---- | ---- | ---- | ---- | ---- | ---- | ---- | ---- |
| 676  | 712  | 747  | 702  | 712  | 702  | 701  | 680  | 704  |

| 1901 | 1906 | 1911 | 1921 | 1926 | 1931 | 1936 | 1946 | 1954 |
| ---- | ---- | ---- | ---- | ---- | ---- | ---- | ---- | ---- |
| 712  | 564  | 559  | 499  | 495  | 521  | 437  | 454  | 402  |

| 1962 | 1968 | 1975 | 1982 | 1990 | 1999 | 2006 | 2007 | 2012  |
| ---- | ---- | ---- | ---- | ---- | ---- | ---- | ---- | ----- |
| 411  | 448  | 495  | 640  | 773  | 887  | 982  | 995  | 1 064 |

| 2017  | 2022  | - | - | - | - | - | - | - |
| ----- | ----- | - | - | - | - | - | - | - |
| 1 066 | 1 090 | - | - | - | - | - | - | - |

### Manifestations culturelles et festivités
La fête de la Saint-Fiacre, transformée en fête communale, est encore célébrée tous les ans le premier dimanche de septembre.

## Économie

### Revenus de la population et fiscalité
En 2017, le nombre de ménages fiscaux de la commune était de 400, représentant 1 107 personnes et la  médiane du revenu disponible par unité de consommation  de 25 180 euros.

### Emploi
En 2017 , le nombre total d’emplois dans la zone était de 117, occupant 532 actifs  résidants.
Le taux d'activité de la population (actifs ayant un emploi) âgée de 15 à 64 ans s'élevait à 72,6 % contre un taux de chômage de 5,5 %.
Les 21,9 % d’inactifs se répartissent de la façon suivante : 11,8 % d’étudiants et stagiaires non rémunérés, 6,6 % de retraités ou préretraités et 3,6 % pour les autres inactifs.

### Entreprises et commerces
En 2005, la Poste, qui avait fermé le bureau de poste de la commune, a ouvert un point poste au bar-tabac de la Forge, habilité à réaliser de nombreuses opérations postales.
En 2015, le nombre d’établissements actifs était de cinquante-neuf dont trois dans l’agriculture-sylviculture-pêche, quatre dans l’industrie, onze dans la construction, trente-quatre dans le commerce-transports-services divers et sept étaient relatifs au secteur administratif.

### Secteurs d'activité

#### Agriculture
Fontenailles est dans la petite région agricole dénommée la « Brie humide » (ou Brie de Melun), une partie de la Brie à l'est de Melun. En 2010, l'orientation technico-économique de l'agriculture sur la commune est la polyculture et le polyélevage.
Si la productivité agricole de la Seine-et-Marne se situe dans le peloton de tête des départements français, le département enregistre un double phénomène de disparition des terres cultivables (près de 2 000 ha par an dans les années 1980, moins dans les années 2000) et de réduction d'environ 30 % du nombre d'agriculteurs dans les années 2010. Cette tendance se retrouve au niveau de la commune où le nombre d’exploitations est passé de 6 en 1988 à 4 en 2010. Parallèlement, la taille de ces exploitations augmente, passant de 43 ha en 1988 à 87 ha en 2010.
Le tableau ci-dessous présente les principales caractéristiques des exploitations agricoles de Fontenailles, observées sur une période de 22 ans : 
|                                      | 1988 | 2000 | 2010 |
| ------------------------------------ | ---- | ---- | ---- |
| Dimension économique,                |      |      |      |
| Nombre d’exploitations (u)           | 6    | 3    | 4    |
| Travail (UTA)                        | 9    | 4    | 7    |
| Surface agricole utilisée (ha)       | 260  | 215  | 348  |
| Cultures                             |      |      |      |
| Terres labourables (ha)              | 232  | 206  | 287  |
| Céréales (ha)                        | 201  | s    | 198  |
| dont blé tendre (ha)                 | 42   | s    | 131  |
| dont maïs-grain et maïs-semence (ha) | 75   | s    | s    |
| Tournesol (ha)                       | 0    |      |      |
| Colza et navette (ha)                | 0    |      | 40   |
| Élevage                              |      |      |      |
| Cheptel (UGBTA)                      | 56   | 16   | 157  |

## Culture locale et patrimoine

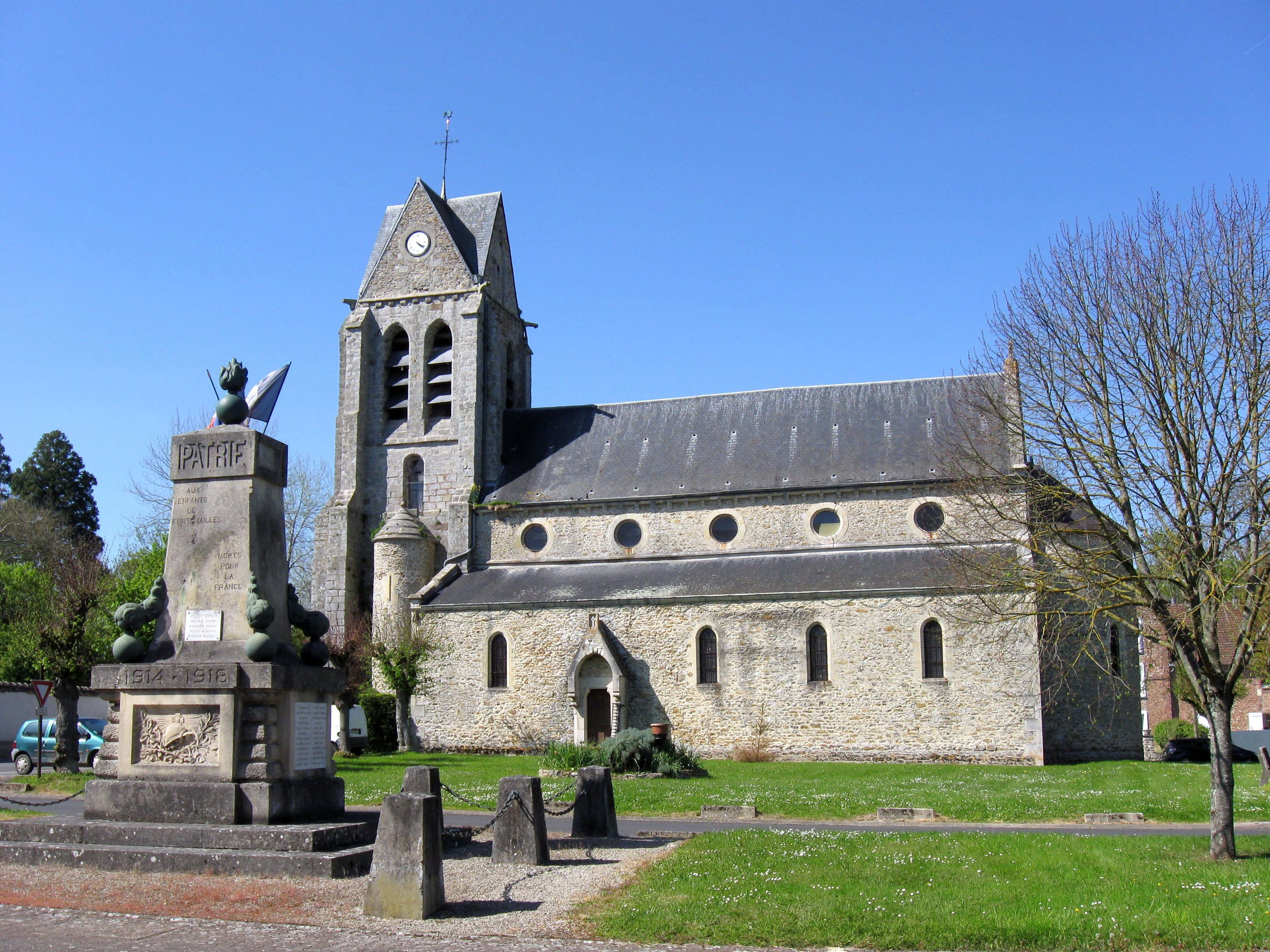
L'église Saint-Fiacre et le monument aux morts.

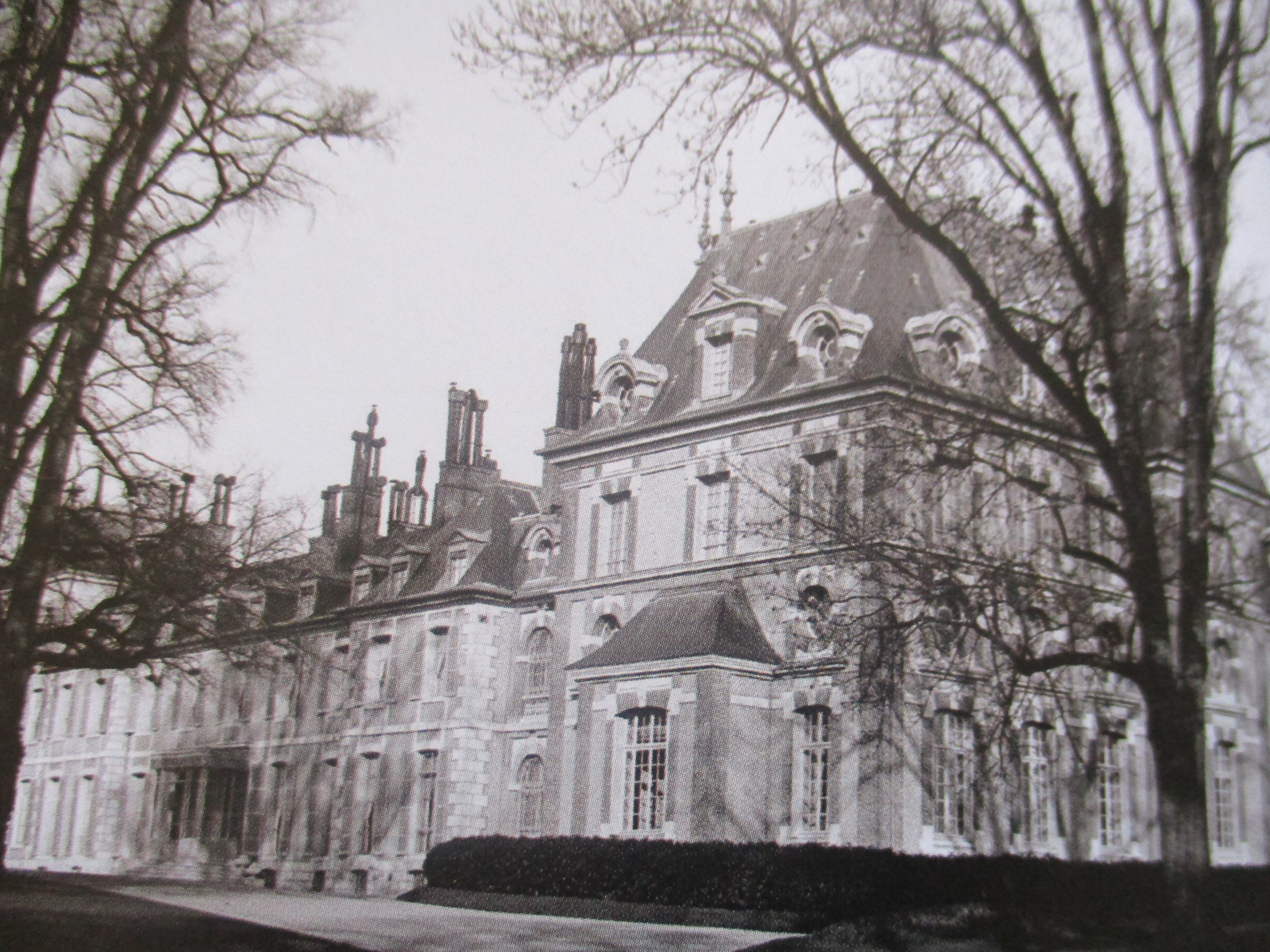
Vue du château de Bois-Boudran au début du XXe siècle.

### Lieux et monuments
- L'Église Saint Fiacre, qui a conservé son clocher d'origine du XIIIe siècle, a été reconstruite en 1861. Les travaux ont été financés à cette époque par le Comte Louis-Charles Greffulhe, banquier et homme politique français, propriétaire du  Château de Bois-Boudran et de chasses dans la forêt de Villefermoy.

On pouvait y voir notamment deux pierres tombales du XVIe siècle, sous lesquelles reposaient les restes de seigneurs locaux. L'inauguration de l'église réédifiée a eu lieu le 29 juin 1862 en présence de Monseigneur Allou, évêque de Meaux et de la comtesse Greffulhe.
À la tribune se trouve encore à l'heure actuelle un petit orgue Cavaillé-Coll de sept jeux, actionnés à distance par une console (à un clavier et pédalier) placée dans le chœur. L'église possède en outre un chemin de croix (peint à l'huile sur bois), un baptistère et un maître-autel de qualité. Le cimetière, qui a été déplacé en 1848 à la suite de la loi interdisant le maintien des sépultures dans les bourgs, se trouve à la sortie du village (près de la D 408 en direction de Nangis)
En mauvais état, l'église a du être mise d'urgence en sécurité après l'effondrement d'une partie de la toiture en mai 2018
- Les trois lavoirs[78] de Bézard, Glatigny et de Fontenailles[Note 11]). Il y avait encore 6 lavoirs jusqu'au XXe siècle : Le Bézard, Champs Brûlé, La Charmée, Glatigny, La Flache et Fontenailles.
- Le stade Greffulhe-Gramont, terrain de jeu ainsi baptisé en souvenir du comte de Greffulhe et de la comtesse de Gramont, bienfaiteurs de la commune, aménagé au lieu-dit Les Charmilles. La Fête de la Saint-Jean y est célébrée tous les ans le 24 juin par de grands feux de joie.
- Le golf de Fontenailles créé en 1991 par l'architecte Michel Gayon[79]. Il se trouve au cœur des cent hectares du Domaine de Bois Boudran et possède 27 trous (9/9/9 - 35/36/36 - 2940/3099/3194m)[80].
- Le Château de Bois-Boudran, construit au XVIIe siècle avec un corps de logis de style classique, puis agrandi par une aile de style Premier Empire[81].

Le domaine est acquis au début du XIXe siècle par le comte Jean-Henry-Louis Greffulhe (1774-1820) pour en faire un domaine de chasse. Son fils Louis-Charles Greffulhe (1814-1888) en hérite, puis son petit-fils Henry Greffulhe (1848-1942) qui agrandit le domaine de 4.500 hectares. Il ajoute au château une aile monumentale conçue par l'architecte Ernest Sanson, comportant un théâtre, d'immenses pièces de réception, et de nombreux appartements permettant d'accueillir des invités prestigieux parmi lesquels le Roi d'Espagne et le Roi de Portugal.
Cette aile a été démolie en 1960. Le carrelage et l'escalier ont été reposés au château des Moyeux à La Chapelle-Rablais. Les boiseries rococo du salon Louis XV de la contesse Greffulhe ont été rachetées par le marchand de pétrole texan John W. Mecom pour l'hôtel de la Colombe d'Or de Houston aux États-Unis.

### Personnalités liées à la commune

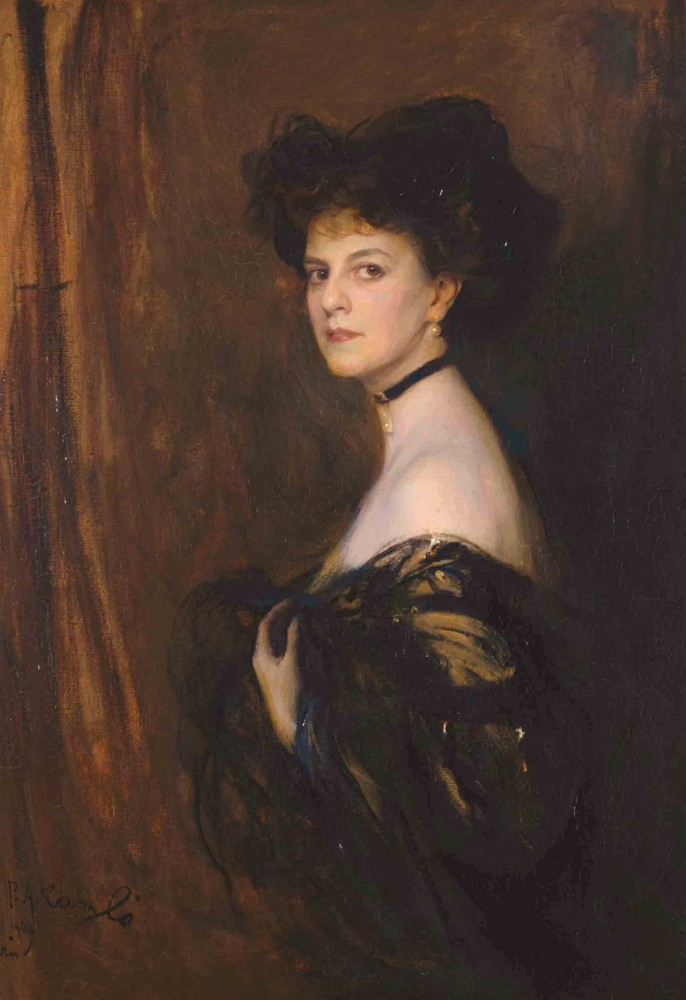
La comtesse Greffuhle
par Philip Alexius de Laszlo (1905).

- Jean-Baptiste Giraud (1752-1830), sculpteur, membre de l'Académie royale de peinture et de sculpture, habitant Les Bouleaux, mort à Fontenailles le 14 février 1830.
- Henry Greffulhe (1848-1942)[54], fils du comte Louis-Charles Greffulhe et de la comtesse Félicie de la Rochefoucauld d'Estignac, époux d'Élisabeth de Caraman, élu député de 1889 à 1993, puis conseiller cantonal.
- Élisabeth de Riquet de Caraman-Chimay (1860-1952), comtesse Greffulhe[83], cousine de Robert de Montesquiou.
Elle fut mécène de la science (financement des travaux de Marie Curie), et des arts (Ballets russes de Diaghilev, première de Tristan et Isolde de Richard Wagner à Paris en octobre 1899), fondatrice de la Société des grandes auditions musicales[84].
Elle a été la muse secrète[85] de Marcel Proust ayant servi de modèle pour le personnage de la duchesse de Guermantes dans À la recherche du temps perdu. Fille d'une élève de Franz Liszt, considérée comme la plus belle femme de Paris[86], elle a reçu au château de Bois-Boudran (ainsi que dans son hôtel particulier de la rue d'Astorg) le Tout-Paris artistique, scientifique et littéraire (Edouard Branly, Jean Cocteau, Edouard Detaille, Edmond de Goncourt, Anatole France, Stéphane Mallarmé, l'abbé Mugnier, Marcel Proust, Maurice Ravel). 
Gabriel Fauré (qui l'appelait Madame ma Fée[87]) écrira pour elle la célèbre Pavane comme un véritable portrait musical célébrant autant sa beauté, que son élégance et sa démarche aérienne. Son cousin Robert de Montesquiou ajoutera les paroles de cette pièce qui inspirera par ailleurs Claude Debussy (dans la Suite Bergamasque) et Maurice Ravel (Pavane pour une infante défunte).
- Marcel Proust (1871-1922), a séjourné à plusieurs reprises au château de Bois-Boudran de Fontenailles[88].
- Maurice Wanlin (1899-1944), résistant français des Forces françaises de l'intérieur (FFI), officier de la France combattante, chef du commando de Fontenailles arrêté par les Allemands à Glatigny, puis exécuté au hameau de la Charmée le 22 août 1944 (Médaille de la Résistance et Chevalier de la Légion d'honneur à titre posthume).
- Rolande Trempé (1916-2016), née à Fontenailles, pupille de la nation élevée par ses grands-parents dans la Brie, historienne française spécialiste des mineurs, des luttes sociales, et du rôle des femmes dans la Résistance.